# Sakurai Naoto
Naoto Sakurai (sinh ngày 2 tháng 9 năm 1975) là một cầu thủ bóng đá người Nhật Bản.

## Sự nghiệp câu lạc bộ
Naoto Sakurai đã từng chơi cho Urawa Reds, Tokyo Verdy và Omiya Ardija.